# Яра (приток Швянтойи)
Яра (в верховье Шятякшна) — река на северо-востоке Литвы.
Исток находится примерно в 3 км к юго-востоку от озера Шетекшни, в Рокишском районе. Протекает по границе Купишкис — Рокишкского, Аникщяйского районов, через Камай, Панемунелисское ущелье св., впадает в Швянтойю у Галвыджяй.
Длина реки — 82 км. Площадь водосборного бассейна — 608 км². Средний расход воды — 5,17 м³/с.
Притоки: Уосия, Жвигупис, Уосинта, Малейша (слева), Алуотис (справа).
Ширина борозды в нижней части 9-10 метров. В 1939 году выпрямлено русло реки, выровнены берега, снесены заброшенные постройки.
На берегу реки и на окраине Йоткониса в 1933—1934 гг. при выпрямлении борозды были обнаружены неолитические роговые и костяные орудия. 1975—1976 гг. Археологи Института истории исследовали два неолитических поселения на правом берегу Яры. Найдены черепки очагов, кремневая посуда, горшки и топоры. Эти находки относятся к нарвской культуре.

## Этимология
Название Шетекшна может быть связано с šetoti («дуть, свистеть»), šetas («толстый»), šetas, šetos («невод, сеть»)").. Некоторые лингвисты предполагают, что слово «Яра» имеет финское происхождение (ср. фин. järvi «озеро», которое в свою очередь считается финскими лингвистами заимствованием из балтийских языков).

## Галерея

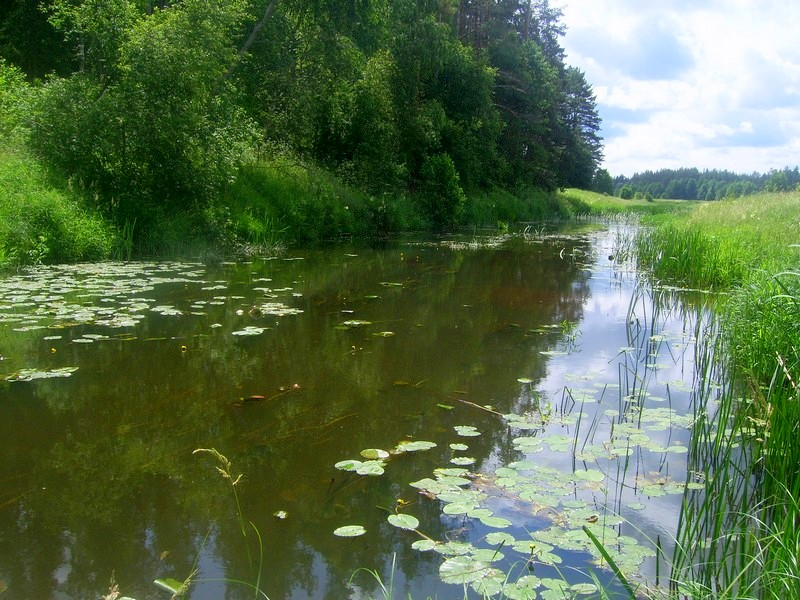
Река Яра в Аникщяйском районе, 2009 год. Июль.
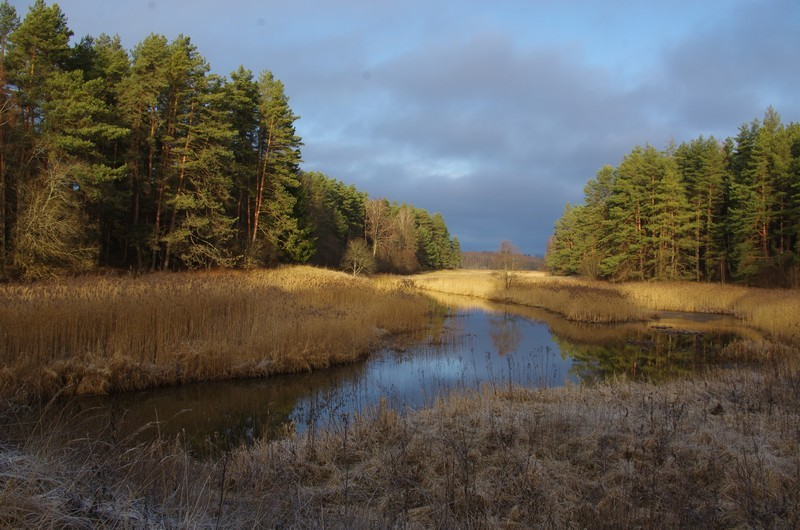
Река Яра в месте слияния с Алуотисом, 2012 год. 31 декабря
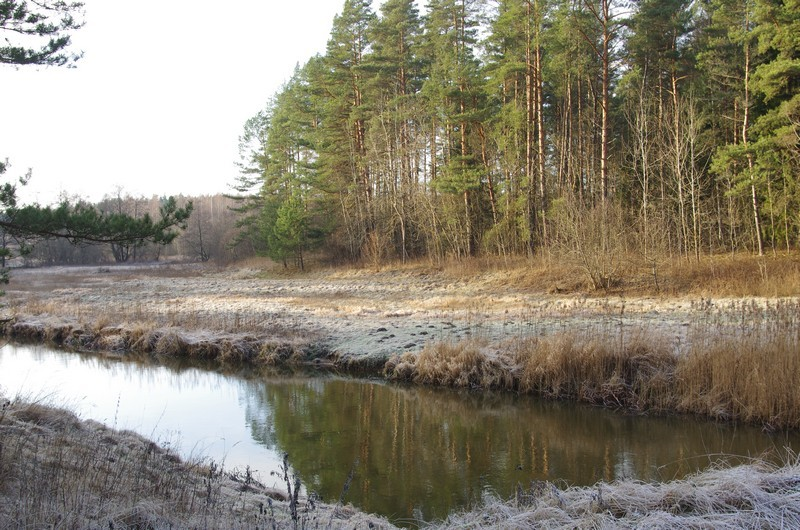
Река Яра в Аникщяйском районе, 2012 год. 31 декабря